# Ali Hassan Salameh
Pour les articles homonymes, voir Salameh.
Ali Hassan Salameh (علي حسن سلامة; Abou Hassan (أبو حسن) au sein du Fatah), né en 1940 à Lydda (aujourd'hui Lod) et mort assassiné par le Mossad le 22 janvier 1979 à Beyrouth, a été le chef des opérations du groupe terroriste Septembre noir, notamment responsable de la prise d'otages lors des Jeux olympiques de 1972.

## Biographie
Né d'une riche famille palestinienne, son père le Sheikh Hassan Salameh, un combattant proche du Hadj Amin al-Husseini et qui fut parachuté en Palestine pendant l'été 1944, est tué en 1948. Il part faire ses études en Allemagne, puis, au milieu des années 1960, il devient fonctionnaire de l'OLP au Koweït et il militait secrètement pour le Fatah, où il fut plus tard admis au Conseil révolutionnaire.
En 1968, Abou Iyad l'envoie en Égypte pour y suivre une formation militaire. On dit aussi qu'il a été envoyé en Union soviétique. Il devient par la suite chef des services de renseignement et de contre-espionnage en Jordanie.
Après les événements de Septembre noir, il doit quitter son poste en Jordanie, ainsi que sa place au sein du Conseil révolutionnaire. Il rejoint alors Arafat pour qui il créera la Force 17, sa garde rapprochée, qu'il dirigera. A ce titre et de par ses activités de renseignement pour le Fatah, il en devient le no 2 de facto.
Il est considéré comme l'instigateur principal de la prise d'otages des Jeux olympiques de Munich en 1972.
Il organise ainsi des opérations fortes, comme le détournement d'un avion de la Sabena à Lod, ou l'attentat contre les installations pétrolières de Trieste, coupant ainsi l'accès au pétrole d'un grand nombre de pays européens.
Il va petit à petit devenir l'interlocuteur privilégié de la CIA.
Dans le cadre de l'opération Colère de Dieu, en représailles à l'assassinat des athlètes israéliens à Munich, le Mossad entreprend de l'éliminer. Une première tentative a lieu à Lillehammer en Norvège en 1972 et se solde par la mort d'Ahmed Bouchikhi, frère de Chico des Gipsy Kings que les agents israéliens ont pris pour Salameh. Ce dernier est finalement tué à Beyrouth le 22 janvier 1979 par le Mossad dans l'explosion d'une voiture piégée le long de son trajet.
Abou Hassan était marié avec Miss Univers 1971, la Miss Liban Georgina Rizk.